# LVIII Festival Internacional de la Canción de Viña del Mar
El LVIII Festival Internacional de la Canción de Viña del Mar, también conocido como Viña 2017, se realizó desde el 20 hasta el 25 de febrero de 2017, en el Anfiteatro de la Quinta Vergara, en la ciudad chilena de Viña del Mar.
Una de las novedades de esta edición, es la incorporación del sistema de lenguaje de señas en las actuaciones de los humoristas durante la transmisión televisiva.

## Artistas

### Cantantes y grupos
- / Américo
- / Mon Laferte
- Río Roma
- Camila
- / Sin Bandera
- Isabel Pantoja
- Lali Espósito
- Los Fabulosos Cadillacs
- Los Auténticos Decadentes
- Maluma
- J Balvin
- Márama
- Rombai
- / Olivia Newton-John
- Peter Cetera

### Humoristas
- Juan Pablo López
- Daniela "Chiqui" Aguayo
- Carlos «El Mono» Sánchez
- Juan Luis «Jajá» Calderón
- Rodrigo Villegas
- Fabrizio Copano

## Desarrollo
|           | Obertura                         |
|           | Artista musical                  |
|           | Humor                            |
|           | Competencia folclórica           |
|           | Competencia internacional        |
| G / G / G | Gaviota de plata / oro / platino |
| UTC -3    | Hora de Chile                    |

### Día 1 - lunes 20
En la noche inaugural del lunes 20 de febrero debutaron Los Fabulosos Cadillacs en su revancha luego de que no pudieron presentarse el año 2010 en la noche de clausura del LI Festival Internacional de la Canción de Viña del Mar, debido a que la noche de clausura de ese certamen fue cancelada debido al terremoto de Chile de 2010.
| N.º | Nombre | Género/Tipo                                                                    | Horario     | Premios             | Lista de temas/Rutina |
| --- | --- | ------------------------------------------------------------------------------ | ----------- | ------------------- | --- |
| O   | Homenaje a Violeta Parra: (Consuelo Schuster, Camila Gallardo, Claudia Acuña, Paz Binimelis, Isabel Parra y Tita Parra) | Obertura                                                                       | 22:06 22:14 | —                   | Ver lista 1. «Volver a los 17» 2. «El gavilán» 3. «Arriba quemando el sol» 4. «Rin del angelito» 5. «Run Run se fue pa'l norte» 6. «El albertío» 7. «Lo que más quiero» 8. «Gracias a la vida» 9. «El día de tu cumpleaños» |
| 1   | Los Fabulosos Cadillacs                                                                                                 | Grupo de ska, latin alternative y pop rock.                                    | 22:30 00:04 | G (23:40) G (23:54) | Ver lista 1. «Manuel Santillán, el león» 2. «Mi mujer se cayó a un pozo ciego» 3. «La luz del ritmo» 4. «El aguijón» 5. «El genio del dub» 6. «Demasiada presión» 7. «Averno, el fantasma» 8. «La tormenta» 9. «No era para vos» 10. «Calaveras y diablitos» 11. «Saco azul» 12. «Revolution Rock» (cover de The Clash) 13. «Carnaval toda la vida» 14. «Carmela» 15. «Mal bicho» 16. «Matador» 17. «Siguiendo la luna» 18. «Vasos vacíos» 19. «El satánico Dr. Cadillac» 20. «Yo no me sentaría a tu mesa» |
| 2   | Juan Pablo López | Humorista de Stand up comedy                                                   | 00:26 01:35 | G (01:24) G (01:32) | Ver listaTemas de los chistes - Problemas de los chilenos - Situaciones de su vida y de la vida cotidiana - Situaciones de los jefes - Situaciones de parejas - Situaciones de supermercado - Servicio militar - Crítica social - Problemas habitacionales - Situaciones del Metro de Santiago |
| 3   | Daniel Parraguez | Competencia internacional (1.ª ronda)                                          | —           | 5,1P                | «Solo por esta noche» |
| 4   | Danay Suárez | Competencia internacional (1.ª ronda)                                          | —           | 6,1P                | «Yo aprendí» |
| 5   | Jass Reyes | Competencia internacional (1.ª ronda)                                          | —           | 5,5P                | «Cielo en llamas» |
| 6   | Puerto Sabana | Competencia folclórica (1.ª ronda)                                             | —           | 4,7P                | «Elisa, la alegre» |
| 7   | Ceci Méndez | Competencia folclórica (1.ª ronda)                                             | —           | 3,8P                | «Un certain flâneur» |
| 8   | Lydia Arosemena | Competencia folclórica (1.ª ronda)                                             | —           | 5,0P                | «El platanal» |
| 9   | Los Auténticos Decadentes                                                                                               | Grupo de ska, ska punk, reggae, candombe, cumbia, cuarteto, bolero y pop rock. | 02:52 03:57 | G (03:44) G (03:54) | Ver lista 1. «Cómo me voy a olvidar» 2. «Pendeviejo» 3. «Enciendan los parlantes» 4. «Los piratas» 5. «Corazón» 6. «Diosa» 7. «Besándote» 8. «El gran señor» 9. «Vení Raquel» 10. «Entregá el marrón» 11. «El murguero» 12. «Un osito de peluche de Taiwán» 13. «No me importa el dinero» 14. «Somos» 15. «La guitarra» 16. «Loco (tu forma de ser)» 17. «Y la banda sigue» 18. «Siga el baile» |

### Día 2 - martes 21
| N.º | Nombre           | Género/Tipo                            | Horario     | Premios             | Lista de temas/Rutina |
| --- | ---------------- | -------------------------------------- | ----------- | ------------------- | --- |
| 1   | Sin Bandera      | Dúo de Balada romántica y Pop latino   | 22:17 23:39 | G (23:11) G (23:25) | Ver lista 1. «Amor real» 2. «En esta no» 3. «ABC» 4. «Ves» 5. «Que me alcance la vida» 6. «De viaje» 7. «Sirena» 8. «Suelta mi mano» 9. «Mientes tan bien» 10. «Que lloro» 11. «Te vi venir» 12. «Kilómetros» 13. «Entra en mi vida» 14. «Y llegaste tú»                                        |
| 2   | Chiqui Aguayo    | Actriz y comediante de Stand up comedy | 00:05 01:07 | G (00:55) G (00:56) | Ver listaTemas de los chistes - Situaciones de las mujeres - Situaciones de parejas - Historias de romance - Críticas al horóscopo y a la clase política |
| 3   | Irene Fornaciari | Competencia internacional (1.ª ronda)  | —           | 5,1P                | «Questo tempo» |
| 4   | Arévalo          | Competencia internacional (1.ª ronda)  | —           | 4,5P                | «Así no más» |
| 5   | Salvador Beltrán | Competencia internacional (1.ª ronda)  | —           | 6,0P                | «Dónde estabas tú» |
| 6   | 4 Harmony        | Competencia folclórica (1.ª ronda)     | —           | 5,8P                | «Peyi A» |
| 7   | Trifussa         | Competencia folclórica (1.ª ronda)     | —           | 6,0P                | «Carnavalito de la esperanza» |
| 8   | Afrocandela      | Competencia folclórica (1.ª ronda)     | —           | 6,0P                | «Baila mi festejo» |
| 9   | Camila           | Dúo de Balada romántica y Pop rock     | 02:26 03:38 | G (03:23) G (03:26) | Ver lista 1. «Mientes» 2. «Perdón» 3. «Abrázame» 4. «Decidiste dejarme» 5. «Bésame» 6. «Tu tiempo ya se fue» 7. «Yo quiero» 8. «Aléjate de mí» 9. «Perderte de nuevo» 10. «Volverte a amar» 11. «Llorar» 12. «Equivocada» 13. «Coleccionista de canciones» 14. «Solo para ti» 15. «Todo cambió» |

### Día 3 - miércoles 22
| N.º | Nombre                   | Género/Tipo                                    | Horario     | Premios                       | Lista de temas/Rutina |
| --- | ------------------------ | ---------------------------------------------- | ----------- | ----------------------------- | --- |
| 1   | Isabel Pantoja           | Cantante de Balada romántica, copla y flamenco | 22:22 00:53 | G (23:34) G (23:39) G (00:44) | Ver lista 1. «Del olvido al no me acuerdo» 2. «Se me olvidó otra vez» 3. «Buenos días tristeza» 4. «Hazme tuya una vez más» 5. «Marinero de luces» 6. «Te lo pido por favor» 7. «Que voy a hacer contigo» 8. «Pasó tu tiempo» 9. «Era mi vida él» 10. «Ven a mí otra vez» 11. «Hasta que se apague el sol» 12. «Pensando en ti» 13. «Inocente pobre amiga» 14. «El moreno» 15. «Hasta que te conocí» 16. «Hoy quiero confesarme» 17. «Así fue» 18. «Se me enamora el alma» |
| 2   | Carlos «El Mono» Sánchez | Humorista                                      | 01:17 02:10 | G (02:03) G (02:05)           | Ver listaTemas de los chistes - Situaciones de parejas - Situaciones cotidianas - Situaciones de antes y ahora - Situaciones de fiestas - Situaciones de hombres v/s mujeres |
| 3   | Daniel Parraguez         | Competencia internacional (2.ª ronda)          | —           | 5,3P                          | «Solo por esta noche» |
| 4   | Danay Suárez             | Competencia internacional (2.ª ronda)          | —           | 6,1P                          | «Yo aprendí» |
| 5   | Jass Reyes               | Competencia internacional (2.ª ronda)          | —           | 5,5P                          | «Cielo en llamas» |
| 6   | Puerto Sabana            | Competencia folclórica (2.ª ronda)             | —           | 5,2P                          | «Elisa, la alegre» |
| 7   | Ceci Méndez              | Competencia folclórica (2.ª ronda)             | —           | 4,1P                          | «Un certain flâneur» |
| 8   | Lydia Arosemena          | Competencia folclórica (2.ª ronda)             | —           | 4,7P                          | «El platanal» |
| 9   | Río Roma                 | Dúo de Pop latino y Balada romántica           | 03:20 04:29 | G (04:08) G (04:22)           | Ver lista 1. «Te quiero mucho, mucho» 2. «Por eso te amo» 3. «Hoy es un buen día» 4. «Eres la persona correcta en el momento equivocado» 5. «Caminar de tu mano» 6. «Tan solo un minuto» 7. «Al fin te encontré» 8. «Mi persona favorita» 9. «Contigo» 10. «Me cambiaste la vida» 11. «No lo beses» |

### Día 4 - jueves 23
| N.º | Nombre             | Género/Tipo                                      | Horario     | Premios             | Lista de temas/Rutina |
| --- | ------------------ | ------------------------------------------------ | ----------- | ------------------- | --- |
| 1   | Olivia Newton-John | Cantante de pop, country y soft rock             | 22:19 23:44 | G (23:15) G (23:17) | Ver lista 1. «Magic» 2. «Xanadu» 3. «Suddenly» 4. «Make a Move on Me» / «A Little More Love» / «Twist of Fate» 5. «Have You Never Been Mellow» 6. «Jolene» 7. «Let Me Be There» 8. «Physical» 9. «The Promise (The Dolphin Song)» 10. «Don't Cut Me Down» 11. «Not Gonna Give Into It» 12. «You're the One That I Want» (Grease) 13. «Hopelessly Devoted to You» (Grease) 14. «Summer Nights» (Grease) 15. «We Go Together» 16. «Grace and Gratitude» 17. «I Honestly Love You» 18. «Somewhere Over the Rainbow» |
| 2   | Jajá Calderón      | Humorista                                        | 00:09 01:08 | G (01:00) G (01:03) | Ver listaTemas de los chistes - Contingencia nacional - Situaciones de su familia - Situaciones cotidianas |
| 3   | Irene Fornaciari   | Competencia internacional (2.ª ronda)            | —           | 5,4P                | «Questo tempo» |
| 4   | Arévalo            | Competencia internacional (2.ª ronda)            | —           | 4,6P                | «Así no más» |
| 5   | Salvador Beltrán   | Competencia internacional (2.ª ronda)            | —           | 6,2P                | «Dónde estabas tú» |
| 6   | 4 Harmony          | Competencia folclórica (2.ª ronda)               | —           | 5,8P                | «Peyi A» |
| 7   | Trifussa           | Competencia folclórica (2.ª ronda)               | —           | 6,1P                | «Carnavalito de la esperanza» |
| 8   | Afrocandela        | Competencia folclórica (2.ª ronda)               | —           | 5,8P                | «Baila mi festejo» |
| 9   | Peter Cetera       | Cantante de rock, adult contemporary y soft rock | 02:10 03:40 | G (03:28) G (03:31) | Ver lista 1. «Restless Heart» 2. «Baby, What a Big Surprise» 3. «One Good Woman» 4. «After All» (cover de Cher) 5. «Glory of Love» 6. «Stay the Night» 7. «If You Leave Me Now» 8. «You're the Inspiration» 9. «The Next Time I Fall» 10. «Oh! Darling» (cover de The Beatles) 11. «Wishing You Were Here» 12. «Save Me» 13. «Hard Habit to Break» 14. «Dialogue (Part I & II)» 15. «Hard to Say I'm Sorry» / «Get Away» 16. «Feelin' Stronger Every Day» 17. «25 or 6 to 4»                                     |

### Día 5 - viernes 24
| N.º | Nombre           | Género/Tipo                          | Horario     | Premios             | Lista de temas/Rutina |
| --- | ---------------- | ------------------------------------ | ----------- | ------------------- | --- |
| 1   | Maluma           | Cantante de Reguetón y música urbana | 22:18 23:40 | G (23:24) G (23:26) | Ver lista 1. «Nadie sabe» 2. «Borró cassette» 3. «Sin contrato» 4. «El perdedor» 5. «La curiosidad» 6. «La fila» 7. «Vente pa' cá» 8. «La temperatura» 9. «Desde esa noche» 10. «La bicicleta» (Remix) 11. «Chantaje» 12. «Carnaval» 13. «Cuatro babys» |
| 2   | Rodrigo Villegas | Stand up comedy                      | 00:04 00:54 | G (00:47) G (00:48) | Ver listaTemas de los chistes - Situaciones de su vida - Situaciones de los gordos - Superhéroes en Chile - Situaciones de su mamá y papá - Dependencia de los celulares - Conquista amorosa de los gordos - "Mensajes subliminales" en las canciones |
| 3   | Jass Reyes       | Competencia internacional (final)    | —           | P                   | «Cielo en llamas» |
| 4   | Danay Suárez     | Competencia internacional (final)    | —           | P                   | «Yo aprendí» |
| 5   | Salvador Beltrán | Competencia internacional (final)    | —           | P                   | «Dónde estabas tú» |
| 6   | 4 Harmony        | Competencia folclórica (final)       | —           | P                   | «Peyi A» |
| 7   | Trifussa         | Competencia folclórica (final)       | —           | P                   | «Carnavalito de esperanza» |
| 8   | Afrocandela      | Competencia folclórica (final)       | —           | P                   | «Baila mi festejo» |
| 9   | Américo          | Cantante de cumbia                   | 02:17 03:26 | G (03:07) G (03:09) | Ver lista 1. «Amor prohibido» (Cover de Selena) 2. «Que levante la mano»/A llorar a otra parte 3. «Me enamoré de ti ¿y qué?»/El embrujo 4. «La duda» 5. «Tendría que llorar por ti» 6. «No me mientas» / «Ten pena por ti» / «Me olvidé de tu amor» (Medley con coristas) 7. «Si tú me olvidas» (Dueto con Sarah Lenore) 8. «Te vas» 9. «20 veces» 10. «Tu hipocresia» 11. «Adios amor» 12. «Traicionera» 13. «Nada más» 14. «Entre odio y amor» 15. «Me embriago por tu amor» / «Mujeres y cerveza» (Medley Grupo Alegría) 16. «Esta es para hacerte feliz» (Cover de Jorge González) |

### Día 6 - sábado 25
| N.º | Nombre           | Género/Tipo                                      | Horario     | Premios             | Lista de temas/Rutina |
| --- | ---------------- | ------------------------------------------------ | ----------- | ------------------- | --- |
| 1   | J Balvin         | Cantante de Reguetón                             | 22:11 23:25 | G (22:48) G (23:04) | Ver lista 1. «Ginza» 2. «Safari» 3. «Tranquila» 4. «Bobo» 5. «Yo te lo dije» 6. «Sin compromiso» 7. «Sorry» (Latino Remix) 8. «6 AM» 9. «Otra vez» 10. «Ay vamos» 11. «Snapchat» 12. «Travesuras» (Remix) 13. «Lean On» (Remix) 14. «Pierde los modales» 15. «Acércate» 16. «Sigo extrañándote»                                                                 |
| 2   | Fabrizio Copano  | Comediante de Stand up comedy                    | 23:49 00:31 | G (00:24) G (00:25) | Ver listaTemas de los chistes - Contingencia humorística del festival - Situaciones de su vida - Situaciones de escolares - Situaciones de transmisiones televisivas - Situaciones de clases sociales - Problemas de los chilenos en tiempos críticos - Charla sobre partes intimas - Problemas de la política                                                  |
| 3   | Lali Espósito    | Cantante de pop latino, balada y dance pop       | 00:42 01:25 | G (01:13) G (01:15) | Ver lista 1. «Soy» 2. «Boomerang» 3. «Tu revolución» 4. «Bomba» 5. «Único» 6. «Ego» 7. «A Bailar» 8. «Histeria» 9. «Mil años luz» |
| 4   | / Mon Laferte    | Indie pop, indie rock, rock alternativo y bolero | 01:39 02:37 | G (01:59) G (02:28) | Ver lista 1. «Tormento» 2. «Si tú me quisieras» 3. «Salvador» 4. «Yo te qui / La Joya del Pacífico» (Medley con Rulo) 5. «Amor completo» 6. «Amárrame» 7. «No te fumes mi marihuana» 8. «El diablo» 9. «Tu falta de querer» 10. «El cristal» (Homenaje a su abuela)                                                                                             |
| 5   | Trifussa         | Tema ganador Competencia folclórica              | 02:55 02:58 | G (02:55)           | «Carnavalito de la esperanza» |
| 6   | Salvador Beltrán | Tema ganador Competencia internacional           | 03:13 03:17 | G (03:13)           | «Dónde estabas tú» |
| 7   | Márama y Rombai  | Grupos de Cumbia pop                             | 03:25 04:25 | G (04:19) G (04:21) | Ver lista 1. «Yo te propongo» Rombai 2. «Curiosidad» Rombai 3. «Adiós» Rombai 4. «Segundas intenciones» Rombai 5. «Cuando se pone a bailar» Rombai 6. «Locuras contigo» Rombai 7. «Nena» Márama 8. «Era tranquila» Márama 9. «Bronceado» Márama 10. «Loquita» Márama 11. «Lo intentamos» Márama 12. «Una noche contigo» Márama 13. «Noche loca» Márama y Rombai |

## Jurado
- Raúl y José Luis Ortega, de Río Roma[nota 1]
- Mon Laferte
- Mario Domm, de Camila (presidente del Jurado)
- Mariela Encarnación
- Gastón Bernardou, de Los Auténticos Decadentes
- Lali Espósito
- Maluma
- Carolina Varleta
- Power Peralta
- Marcela Pino (jurado del pueblo)

## Competencias
Las canciones en competencia en esta edición del Festival fueron las siguientes:

### Género internacional
| País     | Título                | Intérprete(s)    | Autor            | Compositor       | Posición                            |
| -------- | --------------------- | ---------------- | ---------------- | ---------------- | ----------------------------------- |
| Chile    | «Sólo por esta noche» | Daniel Parraguez | Daniel Parraguez | Andrés Walker    | Semifinal                           |
| Colombia | «Así no más»          | Arévalo          | Arévalo          | Andrés Torres    | Semifinal                           |
| Cuba     | «Yo aprendí»          | Danay Suárez     | Danay Suárez     | Danay Suárez     | Finalista y premio a la inspiración |
| España   | «Dónde estabas tú»    | Salvador Beltrán | Salvador Beltrán | Salvador Beltrán | Ganador                             |
| Italia   | «Questo tempo»        | Irene Fornaciari | Saverino Grandi  | Emiliano Cacere  | Semifinal                           |
| México   | «Cielo en llamas»     | Jass Reyes       | Jass Reyes       | Jass Reyes       | Finalista y mejor intérprete        |

#### Primera ronda
| N.º | Artista          | Canción             | Río Roma | Mon Laferte | Mario Domm | Mariela Encarnación | Gastón Bernardou | Lali Espósito | Maluma | Carolina Varleta | Power Peralta | Marcela Pino | Promedio |
| --- | ---------------- | ------------------- | -------- | ----------- | ---------- | ------------------- | ---------------- | ------------- | ------ | ---------------- | ------------- | ------------ | -------- |
| 1   | Daniel Parraguez | Sólo por esta noche | 5        | 5           | ?          | 5                   | 6                | 5             | 4      | 5                | 6             | 5            | 5,1      |
| 2   | Danay Suárez     | Yo aprendí          | 6        | 7           | ?          | 7                   | 5                | 6             | 7      | 6                | 6             | 5            | 6,1      |
| 3   | Jass Reyes       | Cielo en llamas     | 6        | 5           | ?          | 7                   | 7                | 5             | 5      | 6                | 5             | 4            | 5,5      |
| 4   | Irene Fornaciari | Questo tempo        | 6        | 5           | ?          | 6                   | 4                | 5             | 5      | 5                | 5             | 5            | 5,1      |
| 5   | Arévalo          | Así no más          |          |             | ?          |                     |                  |               |        |                  |               |              | 4,5      |
| 6   | Salvador Beltrán | Dónde estabas tú    | 6        | 6           | ?          | 6                   | 7                | 6             | 5      | 6                | 6             | 6            | 6,0      |

#### Segunda ronda
| N.º | Artista          | Canción             | Río Roma | Mon Laferte | Mario Domm | Mariela Encarnación | Gastón Bernardou | Lali Espósito | Maluma | Carolina Varleta | Power Peralta | Marcela Pino | Promedio |
| --- | ---------------- | ------------------- | -------- | ----------- | ---------- | ------------------- | ---------------- | ------------- | ------ | ---------------- | ------------- | ------------ | -------- |
| 1   | Daniel Parraguez | Sólo por esta noche | 5        | 4           | ?          | 4                   | 7                | 6             | 5      | 5                | 6             | 6            | 5,3      |
| 2   | Danay Suárez     | Yo aprendí          | 7        | 7           | ?          | 6                   | 5                | 6             | 6      | 7                | 6             | 5            | 6,1      |
| 3   | Jass Reyes       | Cielo en llamas     | 6        | 4           | ?          | 6                   | 7                | 6             | 5      | 6                | 5             | 5            | 5,5      |
| 4   | Irene Fornaciari | Questo tempo        | 6        | 4           | ?          | 7                   | 6                | 5             | 5      | 6                | 5             | 5            | 5,4      |
| 5   | Arévalo          | Así no más          | 5        | 5           | ?          | 5                   | 5                | 4             | 4      | 5                | 4             | 5            | 4,6      |
| 6   | Salvador Beltrán | Dónde estabas tú    | 6        | 6           | ?          | 5                   | 7                | 6             | 6      | 6                | 7             | 7            | 6,2      |

| Danay Suárez     | Yo aprendí       | 6,2 |
| Salvador Beltrán | Dónde estabas tú | 6,0 |
| Jass Reyes       | Cielo en llamas  | 5,7 |

### Género folclórico
| País      | Título                        | Intérprete(s)   | Autor                   | Compositor(es)                      | Posición                     |
| --------- | ----------------------------- | --------------- | ----------------------- | ----------------------------------- | ---------------------------- |
| Chile     | «Carnavalito de la esperanza» | Trifussa        | Juan Andrés Soko        | Juan Andrés Soko y Francisco Flores | Ganador                      |
| Haití     | «Peyi A»                      | 4 Harmony       | Johnny Duverseau        | Johnny Duverseau                    | Finalista                    |
| Perú      | «Baila mi festejo»            | Afrocandela     | Maribel Chira           | Maribel Chira                       | Finalista y mejor intérprete |
| Argentina | «Un certain flâneur»          | Ceci Méndez     | Ceci Méndez             | Juan Francisco Carattino            | Semifinal                    |
| Colombia  | «Elisa, la alegre»            | Puerto Sabana   | Mauricio Sánchez Avilez | Mauricio Sánchez Avilez             | Semifinal                    |
| Venezuela | «El platanal»                 | Lydia Arosemena | Ignacio Salvatierra     | Ignacio Salvatierra                 | Semifinal                    |

#### Primera ronda
| N.º | Artista         | Canción                     | Río Roma | Mon Laferte | Mario Domm | Mariela Encarnación | Gastón Bernardou | Lali Espósito | Maluma | Carolina Varleta | Power Peralta | Marcela Pino | Promedio |
| --- | --------------- | --------------------------- | -------- | ----------- | ---------- | ------------------- | ---------------- | ------------- | ------ | ---------------- | ------------- | ------------ | -------- |
| 1   | Puerto Sabana   | Elisa, la alegre            | 4        | 4           | ?          | 5                   | 6                | 3             | 5      | 5                | 6             | 5            | 4,7      |
| 2   | Ceci Méndez     | Un certain flâneur          | 4        | 4           | ?          | 4                   | 4                | 3             | 2      | 4                | 5             | 5            | 3,8      |
| 3   | Lydia Arosemena | El platanal                 | 4        | 6           | ?          | 6                   | 5                | 4             | 3      | 6                | 6             | 5            | 5,0      |
| 4   | 4 Harmony       | Peyi A                      | 6        | 6           | ?          | 5                   | 7                | 6             | 6      | 6                | 6             | 5            | 5,8      |
| 5   | Trifussa        | Carnavalito de la esperanza | 7        | 7           | ?          | 7                   | 7                | 5             | 5      | 5                | 5             | 6            | 6,0      |
| 6   | Afrocandela     | Baila mi festejo            | 5        | 7           | ?          | 6                   | 7                | 6             | 6      | 6                | 6             | 5            | 6,0      |

#### Segunda ronda
| N.º | Artista         | Canción                     | Río Roma | Mon Laferte | Mario Domm | Mariela Encarnación | Gastón Bernardou | Lali Espósito | Maluma | Carolina Varleta | Power Peralta | Marcela Pino | Promedio |
| --- | --------------- | --------------------------- | -------- | ----------- | ---------- | ------------------- | ---------------- | ------------- | ------ | ---------------- | ------------- | ------------ | -------- |
| 1   | Puerto Sabana   | Elisa, la alegre            | 5        | 4           | ?          | 6                   | 7                | 4             | 5      | 5                | 6             | 5            | 5,2      |
| 2   | Ceci Méndez     | Un certain flâneur          |          |             | ?          |                     |                  |               |        |                  |               |              | 4,1      |
| 3   | Lydia Arosemena | El platanal                 | 5        | 5           | ?          | 5                   | 5                | 4             | 4      | 5                | 5             | 5            | 4,7      |
| 4   | 4 Harmony       | Peyi A                      | 6        | 5           | ?          | 5                   | 7                | 5             | 6      | 7                | 6             | 6            | 5,8      |
| 5   | Trifussa        | Carnavalito de la esperanza | 7        | 7           | ?          | 7                   | 7                | 5             | 5      | 5                | 5             | 7            | 6,1      |
| 6   | Afrocandela     | Baila mi festejo            | 6        | 7           | ?          | 6                   | 6                | 6             | 6      | 6                | 5             | 5            | 5,8      |

| Trifussa    | Carnavalito de la esperanza | 6,0 |
| Afrocandela | Baila mi festejo            | 6,0 |
| 4 Harmony   | Peyi A                      | 5,8 |

- La escala de evaluación está basada en las calificaciones educativas; es de 1 a 7
- La calificación de cada jurado para Argentina no fue mostrada en la transmisión de la competencia.

## Gala
La fiesta de gala del Festival de Viña del Mar, que da el puntapié inicial a cada una de las ediciones, se realizó el 17 de febrero de 2017 en el Casino de Viña del Mar.[cita requerida] El evento incluyó una alfombra roja televisada, por donde desfilan tanto los animadores del festival —quienes tradicionalmente lo hacen al final—, así como artistas, rostros de televisión, actores, periodistas, deportistas y modelos nacionales e internacionales. Fue transmitida por Chilevisión, y fue presentada por Julio César Rodríguez y Francisca García-Huidobro, con los comentarios de moda del diseñador Rubén Campos y las entrevistas de Carolina Mestrovic.[cita requerida]
La apertura de la alfombra roja de la gala incluyó un homenaje a bomberos que ayudaron a la extinción de los incendios forestales que afectaron a Chile en el verano de 2017, y una presentación del dúo Power Peralta, en el que participaron 50 bailarines e invitados al mismo evento. Los invitados, en su paso por la alfombra roja, se enfrentaron a distintas cámaras; «motion cam», «dolly cam», la «shoes cam», la «heli cam» (dron) y la «mani cam».[cita requerida]
Asimismo, el periodista Andrés Caniulef y su acompañante fueron la primera pareja LGBT en desfilar por la alfombra roja del evento.

## Audiencia
| Noche                             | Fecha                             | Índice de audiencia | Posición diaria |
| --------------------------------- | --------------------------------- | ------------------- | --------------- |
| Gala                              | 17 de febrero de 2017             | 32,3                | 1.ª             |
| 1.ª                               | 20 de febrero de 2017             | 24,5                | 1.ª             |
| 2.ª                               | 21 de febrero de 2017             | 25,7                | 1.ª             |
| 3.ª                               | 22 de febrero de 2017             | 28,3                | 1.ª             |
| 4.ª                               | 23 de febrero de 2017             | 23,1                | 1.ª             |
| 5.ª                               | 24 de febrero de 2017             | 30,9                | 1.ª             |
| 6.ª                               | 25 de febrero de 2017             | 26,5                | 1.ª             |
| Rating promedio (excepto la gala) | Rating promedio (excepto la gala) | 26,5                | 26,5            |

## Incorporación de lenguaje de señas[30]
Como una de las novedades que trae esta edición, durante el lanzamiento del evento en el Hotel O'Higgins, la organización anuncia la incorporación del sistema de lenguaje de señas para la población con discapacidad auditiva en la transmisión televisiva. Esta incorporación se da tras varios años de requerimientos por parte de las personas con está condición más el respaldo del seremi de Desarrollo Social de Valparaíso, Abel Gallardo.
Si bien está incorporación se verá solo en las rutinas de humor, Chilevisión manifiesta que el objetivo es avanzar en las futuras ediciones del Festival.

## Eventos paralelos

### Reina del Festival
En esta versión se eligió a la 36.ª Reina del Festival, y sucesora de Nicole "Luli" Moreno, mediante el voto de los periodistas acreditados para el evento. La elección fue organizada y auspiciada por el diario chileno La Cuarta. La ganadora fue Francisca Silva, en una estrecha votación. El tradicional «piscinazo» fue programado para el sábado 25 de febrero, pero se suspendió por causa de problemas de seguridad que surgieron tras las manifestaciones en las inmediaciones del Hotel O'Higgins.
| N.º           | Candidata              | Ocupación          | Representa a                                              | Canal         | Votos | %      |
| ------------- | ---------------------- | ------------------ | --------------------------------------------------------- | ------------- | ----- | ------ |
| 1.º           | Francisca "Kika" Silva | Modelo y panelista | Bienvenidos                                               | Canal 13      | 143   | 47,19% |
| 2.º           | Gala Caldirola         | Modelo y panelista | Así somos                                                 | La Red        | 137   | 45,21% |
| 3.º           | Jass Reyes             | Cantante           | Participante de la competencia internacional del Festival | —             | 23    | 7,59%  |
| Votos totales | Votos totales          | Votos totales      | Votos totales                                             | Votos totales | 303   | 100%   |

### Reyes del Monstruo
La reina y rey del «Monstruo» —como es llamado el público del festival— es un galardón que entregan los espectadores y la prensa. Es un concurso alternativo al de reina y rey del Festival, ya que en este caso el público vota mediante redes sociales en una primera etapa, para que posteriormente la prensa acreditada escoja entre las tres más votados. Es patrocinada por la Asociación de Comunicadores Hispanoamericanos y organizado por el sitio La Voz del Monstruo.
Reina del Monstruo
| N.º | Candidata            | Ocupación         | Representa a                  | 1.ª ronda (Facebook) | 1.ª ronda (Facebook) | 2.ª ronda (prensa) | 2.ª ronda (prensa) | Resultado          |
| N.º | Candidata            | Ocupación         | Representa a                  | Votos                | %                    | Votos              | %                  | Resultado          |
| --- | -------------------- | ----------------- | ----------------------------- | -------------------- | -------------------- | ------------------ | ------------------ | ------------------ |
| 1.º | / Mon Laferte        | Cantautora        | Jurado y artista del Festival | 14 362               | 54,31%               | 37                 | 44,04%             | Reina del Monstruo |
| 2.º | Valentina Saini      | Actriz            | laopiniononline.cl            | 1657                 | 6,26%                | 31                 | 36,9%              | Finalista          |
| 3.º | Lali Espósito        | Actriz y cantante | Jurado y artista del Festival | 7945                 | 30,04%               | 16                 | 19,04%             | Finalista          |
| 4.º | Leonor Allende       | Miss XL           | mundodelamusicachile.cl       | 1604                 | 6,06%                | —                  | —                  | 1.ª ronda          |
| 5.º | Bernardita Middleton | Periodista        | Muy buenos días               | 471                  | 1,78%                | —                  | —                  | 1.ª ronda          |
| 6.º | Lizzy Guzmán         | Productora        | Best Cable Televisión         | 405                  | 1,53%                | —                  | —                  | 1.ª ronda          |

Rey del Monstruo
| N.º | Candidato         | Ocupación  | Representa a                  | 1.ª ronda (Facebook) | 1.ª ronda (Facebook) | 2.ª ronda (prensa) | 2.ª ronda (prensa) | Resultado        |
| N.º | Candidato         | Ocupación  | Representa a                  | Votos                | %                    | Votos              | %                  | Resultado        |
| --- | ----------------- | ---------- | ----------------------------- | -------------------- | -------------------- | ------------------ | ------------------ | ---------------- |
| 1.º | José Luis Nicolás | Periodista | UCV Radio                     | 149                  | 5,8                  | 46                 | 57,5%              | Rey del Monstruo |
| 2.º | Maluma            | Cantante   | Jurado y artista del Festival | 2000                 | 77,97%               | 25                 | 31,25%             | Finalista        |
| 3.º | Gino Costa        | Periodista | Muy buenos días               | 321                  | 12,51%               | 9                  | 11,25%             | Finalista        |
| 4.º | Carlos González   | Periodista | Radio Gennesis FM de Copiapó  | 50                   | 1,94%                | —                  | —                  | 1.ª ronda        |
| 5.º | Hugo Vega         | Periodista | FM Cariló 104.3 de Cariló     | 45                   | 1,75%                | —                  | —                  | 1.ª ronda        |

## Controversias

### Solicitud de firmas para la cancelación del evento
La petición de firmas fue solicitado el viernes 27 de enero por la activista Gilda Olivares mediante la plataforma change.org, en donde se pidió la mayor cantidad de firmas posible para que la alcaldesa de Viña del Mar Virginia Reginato cancele el evento a causa de los incendios forestales sufridos en varios puntos del país durante enero de 2017, argumentando que el país está de duelo, y que no se podría tener una fiesta mientras mucha gente está sufriendo, por lo que en vez de que ese dinero se gaste en el magno evento viñamarino vaya destinado a solidarizar a la reconstrucción de casas para los damnificados que lo han perdido todo en el desastre. A menos de 24 horas de la petición se sumaron más de 36 mil personas que han firmado la solicitud mediante diversas redes sociales, manifestando el apoyo a los damnificados y expresando el porqué de la no realización del festival, ya para el 20 de febrero se sumaron 61 802 firmas; finalmente el evento no fue cancelado y el festival siguió en curso con normalidad.
Marcela Vacarezza, esposa del animador del Festival, Rafael Araneda, propuso mediante su cuenta en Twitter, convertir la Gala del Festival en un evento solidario, donde los famosos pudieron rematar sus ropas y donen dinero a las víctimas de los incendios y a los bomberos; la propuesta fue bien recibida por muchos de los rostros de la televisión chilena y artistas del certamen, entre ellos se subastó la máscara del socialité y fashionista chileno Di Mondo, y el cantante colombiano Maluma donó todo el dinero recaudado durante su show a los damnificados del incendio forestal, entre muchos otros donativos.

### Contenido y vulgaridad en el humor
Al igual que años anteriores, el humor ha sido protagonista, no solo por el alto índice de audiencia que genera, sino además por la temática, contenido y el lenguaje utilizado por los comediantes que noche a noche hacen su presencia en el escenario. El primero en ser cuestionado fue el humorista Juan Pablo López, quien fue criticado por alusiones ofensivas en contra de las Fuerzas Armadas de Chile, lo que incluso ha conllevado amenazas denunciadas por el comediante. Por la rutina de López, emitida la primera noche del certamen se han recibido 16 denuncias ante el Consejo Nacional de Televisión de Chile, principalmente por “violencia y lenguaje denigrante en contra de instituciones públicas”.
La segunda en ser cuestionada fue la actriz y comediante Daniela "Chiqui" Aguayo, quien fue criticada por su lenguaje excesivamente vulgar durante su presentación. El Consejo Nacional de Televisión de Chile recibió por esta rutina, alrededor de 40 denuncias por “lenguaje vulgar” y “agresiones de género”. 
Tanto el contenido como el uso de lenguaje ha llevado incluso a que los canales asociados, que transmiten el festival hacia el extranjero, opten por omitir las rutinas humorísticas locales y se remitan a mostrar compactos de los shows de jornadas previas del certamen.

### Cambio de letra de la canción de Cuba
La representante de Cuba, Danay Suárez, quien quedó entre las tres canciones finalistas de la competencia internacional, cambió la letra de su canción «Yo aprendí» por otra también de su propiedad «Dejando al mundo», en su última rendición el 24 de febrero, aludiendo a que prefería "arriesgar y dar un mensaje espiritual, antes de poner un adorno en mi casa". La determinación de la canción ganadora debió ser postergada para el día siguiente, ya que la organización y el jurado debían determinar si las bases del concurso permiten dicha modificación, o la canción debe ser descalificada.
El último día del festival, se anuncia que México recibe el premio a Mejor Intérprete, Cuba es descalificada de la competencia para mejor canción y España resulta como la canción ganadora. Sin embargo, Cuba por el valor artístico del cambio realizado en su presentación, recibió un reconocimiento, de manera excepcional, a la inspiración, el cual consiste en una Gaviota de Plata y una suma de dinero equivalente al mismo monto del premio recibido por la canción ganadora de la competencia.

### Incidentes
En la jornada del viernes 24 de febrero, durante la presentación del humorista chileno Rodrigo Villegas, hubo un enfrentamiento entre asistentes al espectáculo. Ello provocó las pifias de parte de la galería del Anfiteatro de la Quinta Vergara, lo cual desconcertó a Villegas, quien no sabía si las pifias eran dirigidas a él o por otra razón. Por esto intervinieron los presentadores Rafael Araneda y Carolina de Moras, quienes interrumpieron la rutina para tranquilizar al humorista y explicarle el incidente. Luego de ello, funcionarios de Carabineros detuvieron a tres personas, y la rutina del comediante siguió sin contratiempos.
El sábado 25 de febrero, el «piscinazo» de la Reina del Festival Kika Silva, que se realizaría en el Hotel O'Higgins, fue interrumpido por una protesta de 900 familias del campamento Felipe Camiroaga, quienes desde el lecho del estero Marga Marga lanzaron objetos contundentes hacia la piscina del hotel. La manifestación se realizó en contra de la alcaldesa Virginia Reginato por la falta de servicios de agua y electricidad en su barrio. Intervinieron fuerzas especiales de Carabineros de Chile, llevándose detenidos a varios de los protestantes. Frente a los problemas de seguridad, la organización del evento decidió finalmente postergarlo para el día siguiente.

### Participación de Mon Laferte en este festival
La cantante chilena radicada en México, Mon Laferte, tampoco estuvo exenta de polémicas y críticas durante su participación como jurado de las competencias folclóricas e internacionales de este festival y como artista. Ya que en la Gala, se vistió con un traje típico de Oaxaca, una de las ciudades de México, recibiendo críticas negativas por su vestuario en esa gala, sobretodo, en redes sociales. Además, la artista aclaró durante una entrevista de un medio que se sentía "súper rara" e incómoda en este festival, pero sí lo valoraba como el Festival de la Canción. 
También, en su conferencia de prensa un día antes de su presentación, y después de obtener su "Disco de Platino Digital" por las descargas de su tercer disco en diversas plataformas digitales, confesó que "no soy buena para hablar, pero me gusta cantar" y cantó uno de sus canciones como respuesta a preguntas sobre sus críticas y su paso por un programa de talentos de canto y baile en donde ella participó. 
En la última noche de esta edición de este certamen, Mon se presentó con su repertorio y lágrimas en sus ojos al recibir sus dos Gaviotas, mientras terminaba su presentación, el público la manifestó en dar la Gaviota de Platino. Ella, por su parte, se marchó del escenario muy emocionada una vez finalizado su exitoso y polémico show, dejándolo con silbidos, abucheos, pifias y gritos a los presentadores durante la premiación de las competencias folclóricas e internacionales. 
El cantautor, músico, compositor, integrante del grupo mexicano Camila; y presidente del jurado de este festival en ese entonces, Mario Domm, por su parte, se mostró indignado y lanzó su dura crítica a la cantante española Isabel Pantoja por llevar esta Gaviota que el público pidió a gritos a ella y que regresaría al escenario. Meses después del fin de esta edición, el canal Chilevisión estaría a un paso con la posibilidad de que Mon regrese a este festival, esta vez, para la próxima edición del año entrante y como artista estelar invitada, momento que no se ocurrió y ni se concretó hasta 2020, cuando sí fue oficialmente confirmada como artista invitada para esa edición y con un repertorio muy renovado.